# هنري مور بيكر
هنري مور بيكر (بالإنجليزية: Henry Moore Baker)‏ هو محامي وقاضي وسياسي أمريكي، ولد في 11 يناير 1841 في الولايات المتحدة، وتوفي في 30 مايو 1912 بواشنطن العاصمة في الولايات المتحدة. حزبياً، نشط في الحزب الجمهوري. وقد انتخب عضو مجلس ولاية نيوهامبشير وانتخب عضو مجلس النواب الأمريكي.